# Пратт, Нолан
Нолан Пратт (англ. Nolan Pratt; род. 14 августа 1975, Форт Мак-Муррей, Альберта) — бывший канадский хоккеист, защитник. Обладатель Кубка Стэнли — 2004, в составе команды «Тампа-Бэй Лайтнинг» как игрок и Кубка Стэнли — 2022 как тренер в составе «Колорадо Эвеланш».

## Краткая биография
В 1993 году Нолан Пратт был задрафтован в 5-м раунде под общим 115-м номером клубом «Хартфорд Уэйлерс», в составе которого игрок дебютировал на уровне Национальной хоккейной лиги в сезоне 1996/1997, выступая до этого за клубы рангом ниже. За дебютный сезон на высшем уровне хоккеист провёл всего 9 матчей, отметившись двумя результативными передачами.
В 1997 году игрок перебрался в другой клуб НХЛ — «Каролина Харрикейнз», который является правопреемником «Хартфорд Уэйлерс». в составе «Харрикейнз», с 1998 по 2000 года, являлся игроком основного состава, проведя на льду практически все календарные матчи. Сезон 2000/2001 Пратт провёл в составе «Колорадо Эвеланш», после чего, на долгое время, стал игроком команды «Тампа-Бэй Лайтнинг», в составе которой провёл пять полноценных сезонов, за исключением локаутного сезона 2004/2005, который Пратт отыграл во второй немецкой лиге, в составе скромного «Дуйсбурга», тем самым, впервые покинув родной континент. Перед этой поездкой, хоккеист завоевал с «Тампой» Кубок Стэнли в 2004 году. Сезон 2007/2008 Пратт провёл в составе «Баффало Сейбрз» и этот сезон стал последним для Нолана Пратта в НХЛ. Летом 2008 года игрок был приглашён в тренировочный лагерь «Даллас Старз», однако не сумел закрепиться в обойме и в сентябре был освобожден из команды. Всего, за 11 сезонов в НХЛ, Нолан Пратт провёл 630 матчей (включая игры плей-офф), забросил 9 шайб и отдал 57 результативных передач, заработав, при этом, 559 штрафных минут.
Осенью, в начале сезона 2008/2009 Нолан Пратт перебрался в Россию, где стал выступать в составе хабаровского «Амура» в новообразованной Континентальной хоккейной лиге. В «Амуре» игрок являлся основным защитником. В составе хабаровчан Прэтт отыграл до ноября 2010 года и за это время провёл на льду 81 матч, в которых забросил 3 шайбы и отдал 17 результативных передач. По количеству проведённых матчей в составе «Амура», Нолан Пратт долгое время считался рекордсменом среди легионеров команды, а среди канадских хоккеистов считается и по сей день. Свой последний сезон на профессиональном уровне Нолан Пратт провёл в составе финского клуба «Лукко», с которым завоевал бронзовые медали по итогам сезона 2010/2011.
С 2011 года Нолан Пратт занимается тренерской деятельностью и в разное время входил в тренерские штабы таких команд, как: «Спрингфилд Фэлконс», «Лейк Эри Монстерз» и «Колорадо Эвеланш».